# مجلس تنمية المنطقة الغربية
مجلس تنمية المنطقة الغربية  هي مؤسسة تسعى إلى نوعية حياة أفضل للمقيمين في المنطقة الغربية لإمارة أبوظبي، عبر تحسين البنية التحتية وإيجاد فرص عمل وزيادة فعالية العمل من خلال الاستثمارات.

## الهدف الأساسي
الهدف الأساسي للمجلس هو تأمين نوعية حياة أفضل للمقيمين في المنطقة الغربية من إمارة أبوظبي. ولتحقيق هذا الهدف، وضع المجلس المبادرات التالية:
- تخطي حدود العمالة عبر تحسين مهارات اليد العاملة.
- ابتكار محفزات لجذب الأيدي العاملة المؤهلة والإبقاء عليها.
- دعم الشركات الصغيرة والمتوسطة لزيادة قدرات وإمكانات العمالة.
- دعم الصناعات الصاعدة والترويج للاستثمار في المنطقة.
- تأمين موارد ورؤى اقتصادية.
- تسليم بنية تحتية محسنة وفعالة تسمح بتنمية المنطقة مستقبلياً.
- الترويج لتنمية بيئة صحية ومستدامة وآمنة وعالية الجودة.

## الأنشطة
يقوم المجلس بالنشاطات التالية لتنمية سوق العمل في المنطقة الغربية:
- تعريف برامج إعانة العاطلين عن العمل وتنسيقها.
- تنظيم جلسات استشارية وورش عمل للعمالة والمهارات المطلوبة والبحث عن عمل.
- تأمين مساعدة العاطلين عن العمل ليحصلوا على عروض أفضل.
- تأمين المساعدة الاجتماعية للعاطلين عن العمل وعائلاتهم.
- تنظيم دورات تدريبية مهنية للبالغين.
- العمل مع وزارة التعليم لتقديم تدريب تقني للبالغين.

بالإضافة إلى ذلك، ييسر المجلس أيضاً أي فرصة عمل في المنطقة الغربية، إما بالعمل بمفرده أو بالتنسيق مع وزارات أخرى. مثل التنسيق مع الديوان لتحديد أولويات التنمية وتنسيق نشاطات المشروع، وتحليل المنافع التنافسية في المنطقة الغربية وتحديد أي فرص جديدة لتنمية الأعمال في القطاعات المعنية، تحديد المحفزات التنموية الأساسية والمخاطر التي تواجه هذا القطاع وتأمين التحاليل الداعمة ودراسات الجدوى، تحديد خطط تنمية القطاع، الاستعانة بأصحاب الأسهم الرئيسيين وخبراء الأعمال لوضع توصيات لتنمية القطاعات والتكتل لتطبيقها، تبادل نتائج الأبحاث الخاصة بوحدات الترويج للاستثمار وتنسيق تطبيق هذه التوصيات، تنمية برامج المساعدة وتطبيقها من أجل المقاولين المحتملين، تنظيم جلسات استشارية للمقاولين المحتملين مع الخبراء التقنيين (القانون والقطاع المالي والتسويق والموارد البشرية، إلخ)، تنمية وتشغيل برامج مالية صغرى من أجل انطلاق الشركات المتدنية لرؤوس الأموال، تأمين معلومات شاملة والتوثيق والنصح من أجل إعداد الشركات الصغيرة والمتوسطة.
كما يستعين المجلس بالهيئات الحكومية المعنية والمستشارين بغية تحقيق أهدافه، مثل الاستعانة بالهيئات الحكومية والخارجية المعنية والتنسيق معها في جميع المبادرات الضرورية وتأمين منشآت مكتبية وموارد لازمة لإطلاق الأعمال والاستعانة بمستشارين ووحدات أحادية الاستخدام لتحديد الحاجات وتقديم الحلول الملائمة أوالتصرف كمكتب استقبال لمساعدة المستثمرين عبر منحهم التراخيص بالإضافة إلى معاملات رسمية أخرى.

## وصلات خارجية
الموقع الرسمي لمجلس تنمية المنطقة الغربية